# Вилла Мельци (Белладжо)

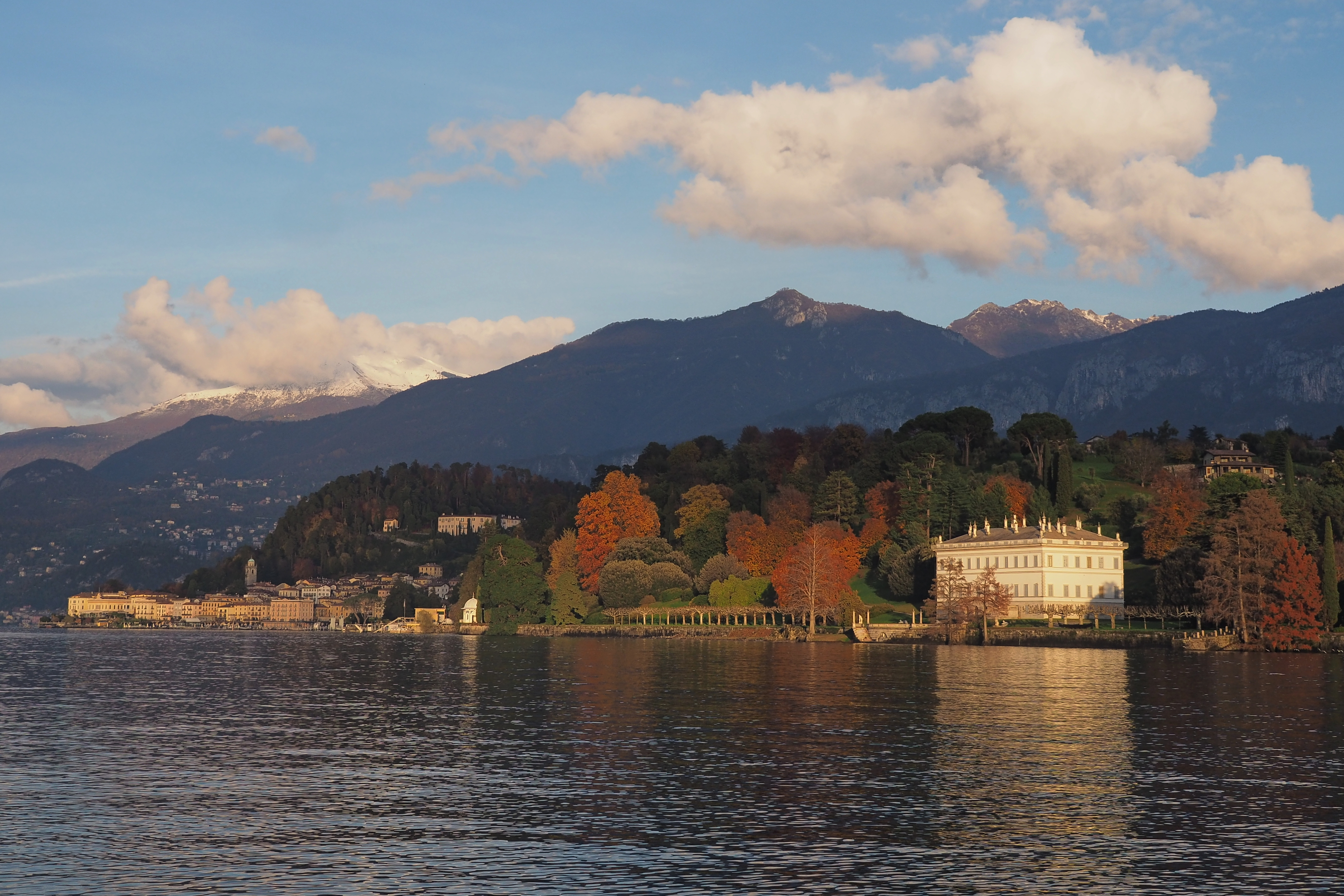
Вилла Мельци и (за ней) Белладжо в ноябре

Вилла Мельци (Villa Melzi) — классицистическая загородная резиденция герцога Лоди, выстроенная им в 1808-10 гг. на берегу озера Комо напротив виллы Карлотта. Административно относится к коммуне Белладжо. Знаменита своим пейзажным парком, который входит в ассоциацию «Великие сады Италии». Парк открыт для посещения с апреля по октябрь.
Вилла строилась во времена владычества Наполеона по проекту Джокондо Альбертолли как загородная резиденция вице-президента Итальянской республики Франческо Мельци. Владелец украсил здание работами как старых мастеров (Рубенс, ван Дейк, Рейсдаль), так и своих современников (Канова, Аппиани, Босси). Здесь Франческо и его наследники принимали таких коронованных гостей, как императоры Франц II (1816, 1825) и Фердинанд I (1838, в сопровождении канцлера Меттерниха).
В 1837 году на вилле бывал композитор Франц Лист со своей подругой Марией д’Агу, ожидавшей ребёнка. Информация о том, что здесь родилась у них дочь Козима, впоследствии ставшая женой Рихарда Вагнера, не соответствует действительности. Примерно в те же годы на виллу наведывался Стендаль. В XX веке имение принадлежало сенатору Джан Джакомо Галларати-Скотти (1886—1983), чья мать происходила из рода Мельци, а отец носил титул графа Мольфетты. Современные владельцы — потомки сенатора.
Парк виллы был создан по проекту Луиджи Каноника и группы садовников, которые ранее работали над обустройством королевского имения в Монце. Среди различных садовых павильонов выделяется здание мавзолея Мельци. В имении хранятся разные реликвии этого рода, в частности ключи от города Милана (которые были преподнесены Наполеону во время его завоевания Италии) и резная дверь миланского дворца Мельци, авторство которой приписывается Браманте. Любопытны также египетские древности времён Рамзеса II.